# Alepidea natalensis
Alepidea natalensis är en flockblommig växtart som beskrevs av John Medley Wood och Maurice Smethurst Evans. Alepidea natalensis ingår i släktet Alepidea och familjen flockblommiga växter. Inga underarter finns listade i Catalogue of Life.